# مانوئل استیفلر
مانوئل استیفلر (انگلیسی: Manuel Stiefler؛ زادهٔ ۲۵ ژوئیهٔ ۱۹۸۸) بازیکن فوتبال اهل آلمان است.
از باشگاه‌هایی که در آن بازی کرده‌است می‌توان به باشگاه فوتبال زاربروکن، باشگاه فوتبال اس‌وی زاندهاوزن، و باشگاه فوتبال نورنبرگ اشاره کرد.